# Blackburnium ambiguum
Blackburnium ambiguum är en skalbaggsart som beskrevs av Henry Fuller Howden 1979. Blackburnium ambiguum ingår i släktet Blackburnium och familjen Bolboceratidae. Inga underarter finns listade.